# Fortaleza de Arqa
La fortaleza de Arqa es una fortificación en Tierra Santa de la época de los cruzados y que pertenecía a la caballeros hospitalarios.
El lugar era estratégico porque permitía controlar las rutas que iban de Trípoli a Tartús y Homs.

## Historia
Plinio el Viejo cita a Arqa con las ciudades de la Decápolis, pero no la convierte en una de ellas. Arqa (Arca Cesarea) fue el lugar de nacimiento del emperador romano Alejandro Severo en 208.
Fue durante la primera cruzada (1096-1099) cuando el sitio ganó importancia. Después del sitio de Antioquía, el ejército franco marchó hacia el sur. Algunas de las tropas llegaron el 12 de febrero de 1099 frente a Arqa. A pesar de la buena voluntad de los gobernadores árabes de Trípoli, allí sería bloqueada por la resistencia de los musulmanes instalados en la fortaleza. Raimundo de Saint Gilles perdería el 26 de febrero de 1099, a Anselmo de Ribemont, conde de Ostrevent y embajador de los francos ante el emperador bizantino Alejo I Comneno, así como a Ponce de Balazuc. Incapaz de tomarlo, levantó el sitio después de tres meses y continuó hacia Jerusalén. No fue hasta 1108 que su primo Guillermo Jordán, conde de Cerdaña, tomó la ciudad después de tres semanas de asedio.
En 1167, Nur al-Din, aprovechó el cautiverio del conde Raimundo III de Trípoli para intentar tomar Arqa. El rey de Jerusalén Amalarico I hizo la donación de Arca a los caballeros hospitalarios. Raimundo III, liberado gracias a las intervenciones de los hospitalarios, confirmaría la donación. En 1171, Nur al-Din volvió a sitiar la fortaleza aunque que resistió.
Los hospitalarios mantuvieron y reforzaron la fortaleza que dominaba la ciudad. La dominarían durante más de ciento treinta años. La ciudadela de Arqa fue arrebatada a los hospitalarios en el momento del colapso del Condado de Trípoli en 1266 por Baibars, sultán mameluco de Egipto.